# David MacEachern
David MacEachern (Charlottetown, 4 de noviembre de 1967) es un deportista canadiense que compitió en bobsleigh en las modalidades doble y cuádruple. 
Participó en tres Juegos Olímpicos de Invierno, entre los años 1992 y Nagano 1998, obteniendo una medalla de oro en la prueba doble (junto con Pierre Lueders), y el cuarto lugar en Albertville 1992 (cuádruple). Ganó una medalla de plata en el Campeonato Mundial de Bobsleigh de 1996.

## Palmarés internacional
| Juegos Olímpicos   | Juegos Olímpicos | Juegos Olímpicos | Juegos Olímpicos |
| Año                | Lugar            | Medalla          | Prueba           |
| ------------------ | ---------------- | ---------------- | ---------------- |
| 1998               | Nagano (Japón)   | Medalla de oro   | Doble            |
| Campeonato Mundial |                  |                  |                  |
| Año                | Lugar            | Medalla          | Prueba           |
| 1996               | Calgary (Canadá) | Medalla de plata | Doble            |